# Louis Rougier
Louis Auguste Paul Rougier (* 10. April 1889 in Lyon, Frankreich; † 14. Oktober 1982 in Paris) war ein französischer Philosoph und Professor an der Universität der Franche-Comté. Er wurde durch seine Beiträge in der Erkenntnistheorie, Wissenschaftstheorie, Politischen Philosophie und der Kirchengeschichte bekannt.

## Leben
Bereits in seiner Jugend an Brustfellentzündung erkrankt, wurde Rougier vom Dienst an der Waffe im Ersten Weltkrieg befreit und widmete sich in dieser Zeit vor allem intellektuellen Interessen. Sein Philosophiestudium an der Universität Lyon schloss er ab und erhielt mit Bestehen der Agrégation in Philosophie die Lehrbefugnis an Gymnasien, wo er bis 1924 unterrichtete.
1914 begann er eine Arbeit über die Anwendung der Nichteuklidischen Geometrie in der Speziellen Relativitätstheorie. Seinen Doktorgrad von der Sorbonne erlangte er im Jahr 1920 mit La philosophie géometrique de Poincaré und Les paralogismes du rationalisme.
Von 1917 bis 1920 unterrichtete er in Algier, dann bis 1924 in Rom am Lycée Chateaubriand di Roma. Einen ersten universitären Lehrauftrag erhielt er 1925 an der Universität von Besançon, wo er bis zu seiner Entlassung aus politischen Gründen im Jahre 1948 mit Unterbrechungen tätig war. Weitere universitäre Station waren Kairo (1931 bis 1936), die New School for Social Research in New York (Dezember 1940) und die Universität Montreal (1945). Zuletzt unterrichtete Rougier an der Universität Caen im Jahr 1954, wo er 1955 mit 66 Jahren in den Ruhestand trat.
Rougier starb 1982 im Alter von 94 Jahren kinderlos. Er war drei Mal verheiratet, zuletzt seit 1942 mit Lucy Friedmann, geb. Herzka, die in Wien in Philosophie promoviert hatte. Sie war eine Assistentin des Philosophen und Begründers des Wiener Kreises, Moritz Schlick gewesen, bis zu seinem vorzeitigen Tod durch Ermordung.

## Philosophie
Unter dem Einfluss von Henri Poincaré und Ludwig Wittgenstein entwickelte Rougier eine Philosophie, die auf der Idee gründete, dass die Logik-Systeme weder apodiktisch (das heißt, zwangsläufig wahr und daher deduktiv) noch assertorisch (das heißt, nicht zwangsläufig wahr und daher deduktiv) seien. Rougier schlug stattdessen vor, die diversen Logiksysteme schlicht als Konventionen zu verstehen, die auf der Basis kontingenter Umstände angewandt werden könnten.
Diese Auffassung, die unterstellte, dass keine objektiven, vom menschlichen Verstand unabhängigen a-priori-Wahrheiten existieren, wies starke Ähnlichkeiten mit dem Logischen Empirismus des Wiener Kreises auf. Einige Mitglieder, darunter der Physiker und Philosoph Philipp Frank, bewunderten Rougiers Arbeit aus dem Jahre 1920, Les paralogismes du rationalisme. Rougier wurde zum französischen Botschafter der Ideen und entwickelte persönliche Beziehungen zu verschiedenen Mitgliedern, so zum Beispiel zu Moritz Schlick (dem Rougier 1955 das Werk Traité de la connaissance widmete) und zu Hans Reichenbach. Rougier engagierte sich auch als Mitwirkender an Unternehmungen des Wiener Kreises, darunter der International Encyclopedia of Unified Science. Seine eigenen Beiträge zu diesem enzyklopädischen Werk wurden aufgrund von Streitigkeiten mit dem Chefredakteur des Projektes, Otto Neurath, jedoch kein Bestandteil des Werks.

## Religion
Rougiers konventionalistisch-philosophischer Standpunkt führte dazu, dass er sich gegen den Neuthomismus stellte, der bereits offizielle Philosophie der Römisch-katholischen Kirche seit der Enzyklika Aeterna Patris von 1879 gewesen war und vor allem zwischen 1920 und 1930 an Bedeutung gewann. Rougier veröffentlichte in dieser Zeit einige Arbeiten, mit denen er diese gegenwärtige Wiederbelebung der Scholastik angriff, zog sich dadurch allerdings die persönliche Feindschaft von Thomisten wie Étienne Gilson und Jacques Maritain zu.
Rougiers Einwände gegen den Neuthomismus waren nicht ausschließlich philosophischer Natur, waren jedoch Teil einer größeren persönlichen Aversion gegen das Christentum, die sich schon in seiner Jugend unter dem Einfluss von Ernest Renan ausgeprägt hatten. Dieser frühe Widerstand gegen das Christentum beeinflusste auch seine intellektuelle Arbeit als Erwachsener und brachte ihn dazu, 1926 eine Übersetzung des antiken Platonikers und Christengegners Kelsos zu veröffentlichen, die noch heute in Verwendung ist.

## Politik
Rougier war auch ein politischer Philosoph in der liberalen Tradition von Montesquieu, Constant, Guizot, und Tocqueville. Im Einklang mit seiner konventionalistischen Epistemologie glaubte er, dass die politische Macht nicht auf für ewig gültigen Ansprüche beruhte, sondern auf Konventionen, die er als mystiques bezeichnete. Der Vorzug eines bestimmten politischen Systems gegenüber einem anderen hinge von rein pragmatischen Gründen ab. Anders gesagt, sollten politische Systeme nicht anhand dessen ausgewählt werden, wie „wahrhaft“ sie seien, sondern aufgrund dessen, wie gut sie arbeiteten.
Nach einem Besuch der Sowjetunion im Jahr 1932, der durch das Französische Bildungsministerium unterstützt wurde, kam Rougier zu der Überzeugung, dass Planwirtschaft nicht so gut wie Marktwirtschaft funktioniere. Auch als Folge dessen lud er 1938 zahlreiche Intellektuelle in die Rue Montpensier nach Paris ein und veranstaltete das Colloque Walter Lippmann, in Würdigung von Walter Lippmann, der 1937 das einflussreiche Werk The Good Society veröffentlicht hatte. Dieses Kolloquium gilt als Geburtsstunde des Neoliberalismus. Im selben Jahr half Rougier bei der Gründung des Centre international d'études pour la rénovation du libéralisme. Dieses politische Netzwerk, das dadurch etabliert wurde, führte letztendlich zur Gründung der liberalen Mont Pèlerin Society, in welche Rougier in den 1960er Jahren mit persönlicher Unterstützung des Ökonomen Friedrich von Hayek gewählt wurde.
Für Rougiers Ruf und politische wie universitäre Karriere als katastrophal erwies sich in der Folge seine problematische Rolle im Zweiten Weltkrieg, während dessen er sich für das Vichy-Regime persönlich engagiert hatte. Im Oktober 1940 hatte ihn Staatschef Philippe Pétain auf eine Geheimmission nach London geschickt, um sich dort mit der britischen Regierung und Winston Churchill, diesen zwischen 21. und 25. Oktober, zu treffen. Rougier behauptete später in zahlreichen Veröffentlichungen, dass es aufgrund der Treffen zu einer Einigung zwischen Vichy und Churchill gekommen sei, die er als Pétain-Churchill accords bezeichnete. Diese Behauptung dementierte die britische Regierung später in einem offiziellen Weißbuch. Die Aktivitäten zu Gunsten Vichys und genannte Veröffentlichungen führten zwar 1948 zur Entlassung Rougiers von seinem Lehrauftrag in Besançon, nichtsdestotrotz setzte er jedoch in den 1950er-Jahren seine Aktivitäten in Organisationen fort, die Pétain verteidigten. Zusätzlich veröffentlichte Rougier Schriften, welche die Épuration, eine Art französisches Äquivalent zur Entnazifizierung im besetzten Deutschland, als illegal und totalitär zu brandmarken versuchten. Schließlich entwickelte Rougier 1951 noch Aktivitäten für eine Petition an die Vereinten Nationen, welche den Alliierten für ihre Handlungen während der Libération Menschenrechtsverletzungen und Kriegsverbrechen zu unterstellen suchte. Er war im Direktionskomitee der Association pour défendre la mémoire du maréchal Pétain (ADMP).
Während der 1970er-Jahre formte Rougier ein weiteres umstrittenes politisches Bündnis mit der rechten politischen Bewegung Nouvelle Droite des französischen Autors Alain de Benoist. Rougiers langjährige Gegnerschaft zum Christentum fiel mit seiner Überzeugung zusammen, dass „der Westen“ eine überlegene mentalité gegenüber anderen Kulturen besitze, Gedankengut, das mit den Ansichten der Nouvelle Droite gut harmonierte. Benoist gab zahlreiche frühe Werke Rougiers neu heraus und schrieb für diese neue Einleitungen. 1974 schließlich veröffentlichte die Denkfabrik von Benoist, GRECE, ein komplett neues Buch Rougiers: Le conflit du Christianisme primitif et de la civilisation antique.

## Werke
- 1919. La matérialisation de l’énergie: essai sur la théorie de la relativité et sur la théorie des quanta. Paris: Gauthier-Villars. English translation (Morton Masius): 1921. Philosophy and the new physics; an essay on the relativity theory and the theory of quanta. Routledge, London
- 1920. La philosophie géométrique de Henri Poincaré. F. Alcan, Paris
- 1920. Les paralogismes du rationalisme: essai sur la théorie de la connaissance. Felix Alcan, Paris Scan
- 1921. En marge de Curie, de Carnot et d’Einstein: études de philosophie scientifique. Chiron, Paris
- 1921. La structure des théories déductives; théorie nouvelle de la déduction. F. Alcan, Paris
- 1924. La scolastique et le thomisme. Paris: Gauthier-Villars.
- 1929. La mystique démocratique, ses origines, ses illusions. Paris: E. Flammarion.
- 1933. L’origine astronomique de la croyance pythagoricienne en l’immortalité céleste des âmes. Cairo: L’institut français d’archéologie orientale.
- 1938. Les mystiques économiques; comment l’on passe des démocraties libérales aux états totalitaires. Paris: Librairie de Médicis.
- 1945. Les accords Pétain, Churchill: historie d’une mission secrète. Montréal: Beauchemin.
- 1945. Créance morale de la France. Montréal: L. Parizeau.
- 1947. La France jacobine. Bruxelles: La Diffusion du livre.
- 1947. La défaite des vainqueurs. Bruxelles: La Diffusion du livre.
- 1947. La France en marbre blanc: ce que le monde doit à la France. Genève: Bibliothèque du Cheval ailé.
- 1948. De Gaulle contre De Gaulle. Paris: Éditions du Triolet.
- 1954. Les accord secrets franco-britanniques de l’automne 1940; histoire et imposture. Paris: Grasset.
- 1955. Traité de la connaissance. Paris: Gauthier-Villars.
- 1957. L’épuration. Paris: Les Sept couleurs.
- 1959. La religion astrale des Pythagoriciens. Paris: Presses Universitaires de France.
- 1960. La métaphysique et le langage. Paris: Flammarion.
- 1966. Histoire d’une faillite philosophique: la Scolastique. Paris: J.-J. Pauvert.
- 1969. Le Génie de l’Occident: essai sur la formation d’une mentalité. Paris: R. Laffont. English translation: 1971. The genius of the West. Los Angeles: Nash.
- 1972. La genèse des dogmes chrétiens. Paris: A. Michel.
- 1980. Astronomie et religion en Occident. Paris: Presses universitaires de France.

## Bibliographie
- Maurice Allais: Louis Rougier, prince de la pensée. Les Terrasses de Lourmarin, Lourmarin de Provence 1990.
- Mathieu Marion: Investigating Rougier. In: Cahiers d’épistémologie. n° 2004-02. Université du Québec à Montréal, 2004.
- Jeffrey Mehlman: Emigre New York: French Intellectuals in Wartime Manhattan, 1940–44. Johns Hopkins University Press, Baltimore and London 2000, ISBN 0-8018-6286-8.
- Elisabeth Nemeth Hg.: Paris – Wien. Enzyklopädien im Vergleich. Veröffentlichungen des Instituts Wiener Kreis, 13. Springer, Wien 2005; darin Mathieu Marion: Louis Rougier, the Vienna circle and the unity of science, S. 151 – 178; Peter Schöttler: 13, rue du Four. Die Encyclopédie française als Mittlerin französischer Wissenschaften in den 1930er Jahren, S. 179–205